# Діана ван дер Платс
Діана ван дер Платс (нід. Diana van der Plaats, 12 серпня 1971) — нідерландська плавчиня.
Призерка Олімпійських Ігор 1988 року, учасниця 1992 року.
Чемпіонка Європи з водних видів спорту 1991 року, призерка 1987, 1989 років.